# Roosevelt, Quận Burnett, Wisconsin
Roosevelt là một thị trấn thuộc quận Burnett, tiểu bang Wisconsin, Hoa Kỳ. Năm 2010, dân số của thị trấn này là 180 người.